# Bologna–Firenze nagysebességű vasútvonal
A Bologna–Firenze nagysebességű vasútvonal egy kétvágányú, 25 kV 50 Hz-cel villamosított nagysebességű vasútvonal Olaszországban. A vonal 78,5 kilométer hosszú, amelyből 73,8 km alagútban halad. 2009. december 5-én adták át a forgalomnak. A vonal része a transzeurópai vasúthálózatnak, melynek az első számú útvonala, amely Berlint és Palermót köti össze. A teljes körű kereskedelmi forgalom 2009. december 5-én kezdődött. A nagysebességű személyvonatok 37 perc alatt teszik meg az utat, szemben a korábbi mintegy 59 perces menetidővel.
A vonal északi vége Bologna Centrale vasútállomáson van, és csatlakozik a Milánó–Bologna nagysebességű vasútvonalhoz, illetve a Velencébe (Padova-Bologna vasút) és Veronába (Verona-Bologna vasút) tartó vonalakhoz. Déli vége a firenzei Santa Maria Novella vasútállomáson található, és a Firenze–Róma nagysebességű vasútvonalhoz csatlakozik. Nagyrészt nagysebességű személyvonatok használják, míg a tehervonatok többsége továbbra is a régi Bologna–Firenze-vasútvonalat, az úgynevezett Direttissimát használja. A vonalon 2018 óta nagysebességű teherszállító járatok is közlekednek.

## Története

### Háttér
A Bologna–Firenze nagysebességű vasútvonal megépítése előtt a meglévő Bologna-Firenze-vasútvonal - közismert nevén a Direttissima - bonyolította le a forgalom nagy részét elsődleges fővonalként. Ez az 1934-ben elkészült vonal a 19. századi Pistoia–Bologna-vasútvonal jobb alternatívájaként épült, mivel nagyobb sebességet és többletkapacitást biztosított a forgalom számára. Az 1980-as évekre azonban világossá vált, hogy mindkét vasútvonal kapacitása kezd telítődni, és a meglévő infrastruktúra nem lesz képes a kereslet további jelentős növekedésére, különösen a változó üzemeltetési körülmények fényében. Bár építésük korának megfelelően alkalmasak voltak, egyik vonal sem felelt meg a modern európai vasutak egyre magasabb színvonalú szabványainak, és politikai igény volt arra, hogy Olaszország vasúti törzshálózatát ugyanezen szabványoknak megfelelően korszerűsítsék a szolgáltatási szint javítása és a kontinentális nagysebességű hálózatba való jobb integráció érdekében.
Még az új nemzeti nagysebességű vasúthálózat megépítésére irányuló hajlandóság fényében is felismerték, hogy a Bologna-Firenze útvonal különleges nehézségeket vet fel. A régió domborzati viszonyai már régóta kihívást jelentettek számos építőmérnöknek a legtöbb infrastruktúra építése során, közvetlenül szembement minden olyan törekvéssel, amely egyenesebb (a nagysebességű műveletekhez szükséges) vasútvonal építésére irányult, különösen a jellemzően elérni kívánt laposabb emelkedőkkel. Ezért határozták el, hogy a Bologna–Firenze nagysebességű vasútvonal sikeres megépítése az egész országos hálózat legnagyobb tervezési és építési elkötelezettségét jelenti.

### Építés
1992 folyamán a Treno Alta Velocità (TAV), a Rete Ferroviaria Italiana (RFI) olasz vasúti infrastruktúra-társaság speciális leányvállalata 50 évre szóló koncessziót kapott Olaszország új nagysebességű vasútvonalainak tervezésére, építésére és üzemeltetésére. A TAV viszont több mérnöki céget választott ki fővállalkozóként, amelyek e vonalak tervezését és építését végzik, beleértve a Bologna-Firenze szakaszt, amelyet a FIAT Engineering S.p.A. és a CAVETkonzorcium kapott, míg a Rocksoil S.p.A-t a vonal kiterjedt földalatti munkálatainak tervezésével bízták meg. A környezeti hatástanulmányok és a kiviteli tervezési szakasz 1992 elején kezdődött, és a TAV kiadta a vonal általános tervét a FIAT-nak.
A geológiai vizsgálatok megállapították, hogy a teljesen gépesített alagútépítés sok helyen, de nem mindenhol alkalmazható. Ennek megfelelően az egyes alagutaknál gyakran eltérő ásatási módszereket alkalmaztak, amelyek közül egyesek előkészítő megerősítést igényeltek, valamint egyéb enyhítő intézkedéseket az instabil vagy egyéb kihívást jelentő területeken. Az ISO 9002 minőségbiztosítási rendszernek megfelelő, meghatározott terveket készítettek az egyes területek ásatási fázisának irányítására. A FIAT, a projekt fővállalkozója minden előre nem látható eseményért, beleértve a geológiai tényezőket is, felelősséget vállalt. Az építési szakasz a szerződés 1996. júliusi odaítélését követően azonnal megkezdődött.
2005 októberében befejeződtek a földmunkák, amelyek minden alagútszakaszra kiterjedtek. Három évvel később a vasút infrastruktúrájának építését, beleértve a felsővezeték-villamosítást is, befejezettnek nyilvánították. A vonal tesztelése 2008 decemberében kezdődött meg. A vasút hivatalosan 2009. június 30-án került át a TAV irányítása alá. A vonalon az első kereskedelmi forgalom 2009. december 4-én indult, az új nagysebességű vasútvonal hivatalos megnyitására pedig a következő napon került sor.
Míg a vonal megépítésének költségeit a projekt indulásakor nagyjából 1 milliárd euróra becsülték (1991-es értékek lírában euróra átszámítva), a projekt befejezése végül 5,2 milliárd euróba került (kilométerenként 67 millió euró.

## Alagutak
A vonal 78,5 kilométer hosszú és ebből 73,8 kilométer alagútban, 3,6 kilométer töltésen vagy bevágásban és 1,1 kilométer viadukton fut.
Bologna és Firenze között az alábbi alagutakat kellett megépíteni:
- Pianoro: 10 850 m
- Sadurano: 3 855 m
- Monte Bibele: 9 243 m
- Raticosa: 10 450 m
- Scheggianico: 3 559 m
- Fiorenzuola: 15 285 m
- Borgo Rinzelli: 717 m
- Morticine: 654 m
- Vaglia: 18 711 m

Az alagutak feletti maximális sziklafedettség körülbelül 600-700 méter. Minden alagút kétvágányú. Minden alagútnak van egy közbenső hozzáférése a felszínről, körülbelül 5 kilométerenként, kivéve a Vaglia alagutat, amely helyett egy párhuzamos szervizalagút van a hossza körülbelül felénél.
Olaszország többi modern nagysebességű vonalához hasonlóan az egész vonalon az Európai Vasúti Forgalomirányítási Rendszer (ERTMS) 2. szintű jelzőrendszerét telepítették. Ezt hagyományos tartalékrendszer, például fizikai pályamenti jelzők nélkül telepítették, ami jelentős költségmegtakarítást eredményezett a szükséges pályamenti berendezések számának csökkentése miatt, valamint a kapcsolódó pályamenti karbantartási költségek folyamatos csökkenése mellett. Az ERTMS lehetővé teszi a forgalmi kapacitás jelentős növelését a történelmi jelzőrendszerekhez képest.

## Lásd még
- Olaszország nagysebességű vasúti közlekedése
- Treno Alta Velocità